# Chastre
Chastre (valonă Tchåsse) este o comună francofonă din regiunea Valonia din Belgia în apropiere de Waterloo. Comuna este formată din localitățile Chastre, Blanmont, Cortil-Noirmont, Gentinnes, Saint-Géry și Villeroux. Suprafața totală este de 31,27 km². La 1 ianuarie 2008 comuna avea o populație totală de 6.891 locuitori. 

## Localități înfrățite
- Franța: Lespignan;
- Canada: Saint-Denis-sur-Richelieu, Québec;

1. ↑  GeoNames, accesat în 9 iulie 2017